# Galkhaite
La galkhaite è un minerale.